# Clasificación de Concacaf para la Copa Mundial de Fútbol de 1934
En Italia 1934 la FIFA organiza por primera vez una fase de clasificación para la Copa del Mundo, distribuyéndola por grupos de todo el mundo. En el área Norte, Centroamericana y del Caribe (recordando que Concacaf aún no existía) únicamente se inscriben Haití, Cuba y México para disputar un solo boleto. Las dos primeras selecciones disputan una serie de tres partidos, la ganadora de la misma, que fue Cuba,  se enfrentaría por el pase al mundial con México. La selección mexicana vence con holgura al cuadro cubano en otra serie de tres partidos, y obtiene el boleto al certamen mundialista. 
Sin embargo un federativo estadounidense, de apellido Campbell y que residía en La Habana, logró convencer al máximo organismo rector que se aceptara la inscripción tardía de la selección estadounidense al proceso eliminatorio, bajo el pretexto de que aún no se desarrollaba la fase preliminar en el área de Norteamérica (Canadá no se había inscrito) y los tres países participantes eran centroamericanos y caribeños, es decir se convenció a la FIFA de que México no pertenecía a Norteamérica y para conservar la representatividad regional, Estados Unidos debía participar en la eliminatoria. 
Los federativos mexicanos no reaccionaron ante la polémica y dejaron la decisión en manos de la FIFA, que a través del propio presidente del organismo Jules Rimet, decidió que se jugara un partido extra de eliminación y como ronda preliminar de la fase final en la ciudad de Roma entre México y Estados Unidos. Sin otra alternativa, México se enfrentó al combinado estadounidense en Roma el 24 de mayo; Estados Unidos venció 4:2 a México con póker del ítalo-estadounidense, Aldo Donelli y se clasificó.

## Primera ronda
| Equipo | Pts | PJ | PG | PE | PP | GF | GC | Dif |
| ------ | --- | -- | -- | -- | -- | -- | -- | --- |
| Cuba   | 5   | 3  | 2  | 1  | 0  | 10 | 2  | 8   |
| Haití  | 1   | 3  | 0  | 1  | 2  | 2  | 10 | -8  |

| 28-1-1934 | Haití               | 1–3     | Cuba                                             | Parc Leconte, Port-au-Prince                             |                                                          |
|           | St. Fort 85' (pen.) | Reporte | López 20' (pen.) · H. Socorro 61' · Martínez 64' | Asistencia: 6,000 espectadores Árbitro(s): John Williams | Asistencia: 6,000 espectadores Árbitro(s): John Williams |

| 1-2-1934 | Haití               | 1–1     | Cuba      | Parc Leconte, Port-au-Prince                             |                                                          |
|          | St. Fort 25' (pen.) | Reporte | López 85' | Asistencia: 6,000 espectadores Árbitro(s): John Williams | Asistencia: 6,000 espectadores Árbitro(s): John Williams |

| 4-2-1934 | Haití | 0–6     | Cuba                                                                   | Parc Leconte, Port-au-Prince                             |                                                          |
|          |       | Reporte | H. Socorro 5' · López 18' 86' · F. Socorro 37' · Ferrer 62' · Soto 78' | Asistencia: 5,000 espectadores Árbitro(s): John Williams | Asistencia: 5,000 espectadores Árbitro(s): John Williams |

## Segunda ronda
| Equipo | Pts | PJ | PG | PE | PP | GF | GC | Dif |
| ------ | --- | -- | -- | -- | -- | -- | -- | --- |
| México | 6   | 3  | 3  | 0  | 0  | 12 | 3  | 9   |
| Cuba   | 0   | 3  | 0  | 0  | 3  | 3  | 12 | -9  |

| 4-3-1934 | México            | 3–2     | Cuba          | Parque Necaxa, Ciudad de México                            |                                                            |
|          | Mejía 12' 14' 16' | Reporte | López 40' 63' | Asistencia: 20,000 espectadores Árbitro(s): Edward Donaghy | Asistencia: 20,000 espectadores Árbitro(s): Edward Donaghy |

| 11-3-1934 | México                                   | 5–0     | Cuba | Parque Necaxa, Ciudad de México                            |                                                            |
|           | Sota 24' · Mejía 31' 40' 79' · Rosas 72' | Reporte |      | Asistencia: 22,000 espectadores Árbitro(s): Edward Donaghy | Asistencia: 22,000 espectadores Árbitro(s): Edward Donaghy |

| 18-3-1934 | México                                      | 4–1     | Cuba      | Parque España, Ciudad de México                            |                                                            |
|           | Alonso 32' 75' · Ruvalcaba 41' · Marcos 55' | Reporte | López 15' | Asistencia: 10,000 espectadores Árbitro(s): Edward Donaghy | Asistencia: 10,000 espectadores Árbitro(s): Edward Donaghy |

## Tercera ronda
| 24 de mayo de 1934 | Estados Unidos          | 4:2 (2:1) | México                 | Estadio Partido Nacional Fascista, Roma                     |                                                             |
|                    | Donelli 28' 32' 74' 87' | Reporte   | Alonso 23' · Mejía 75' | Asistencia: 10 000 espectadores Árbitro(s): Yossouf Mohamed | Asistencia: 10 000 espectadores Árbitro(s): Yossouf Mohamed |

## Goleadores
| Jugador        | Selección      | Goles marcados | PJ |
| -------------- | -------------- | -------------- | -- |
| Dionisio Mejía | México         | 7              | 4  |
| Mario López    | Cuba           | 7              | 6  |
| Aldo Donelli   | Estados Unidos | 4              | 1  |
| Manuel Alonso  | México         | 3              | 2  |

## Clasificado
| Bandera de Estados Unidos |
| Estados Unidos            |